# Добрянски, Лев
Лев Юджин Добря́нски (также Добрянский, англ. Lev Eugene Dobriansky; 9 ноября 1918, Нью-Йорк — 30 августа 2008, Спрингфилд) — американский историк, экономист. Доктор философии, профессор.
Преподавал экономику в Джорджтаунском университете в Вашингтоне. В числе его студентов была будущая первая леди Украины Ющенко.
Многолетний президент Украинского конгрессового комитета США, Добрянски активно лоббировал вопрос о выходе Украины из СССР среди американских законодателей и Правительства. Занимался различными вопросами создания новой идентификации украинского народа в мире, в том числе разоблачал «миф об украинском антисемитизме» и так далее. Был инициатором традиции ежегодного празднования в Конгрессе США «Резолюции о неделе порабощённых наций», которая привлекала внимание мира к положению национальных меньшинств в СССР, в том числе украинского. Был причастен к установлению в американской столице памятника Тарасу Шевченко.
Во времена президентства Рейгана Лев Добрянски четыре года был послом США на Багамских островах. Работал также консультантом Государственного департамента, Министерства обороны и других государственных структур США.
Его дочь Пола Добрянски была заместителем государственного секретаря США по глобальным вопросам в администрации президента Буша-младшего.